# Yu Shentong
Yu Shentong (chinesisch 於申通 / 于申通, Pinyin Yú Shēntōng; * 8. Juni 1968) ist ein ehemaliger chinesischer Tischtennisspieler. Er nahm 1992 an den Olympischen Spielen teil und wurde 1989 zusammen mit der Mannschaft Vize-Weltmeister.                                                                                                                                 

## Turnierergebnisse
| Verband | Veranstaltung     | Jahr | Ort               | Land | Einzel        | Doppel        | Mixed     | Team |
| ------- | ----------------- | ---- | ----------------- | ---- | ------------- | ------------- | --------- | ---- |
| CHN     | Olympische Spiele | 1992 | Barcelona         | ESP  |               | Viertelfinale |           |      |
| CHN     | Weltmeisterschaft | 1991 | Chiba             | JPN  | letzte 16     | letzte 16     |           |      |
| CHN     | Weltmeisterschaft | 1989 | Dortmund          | GER  | Halbfinale    | letzte 32     | letzte 16 | 2    |
| CHN     | World Cup         | 1992 | Ho Chi Minh-Stadt | VNM  | Viertelfinale |               |           |      |
| CHN     | World Cup         | 1989 | Nairobi           | KEN  | Viertelfinale |               |           |      |